# Lessonia
Lessonia là một chi chim trong họ Tyrannidae.